# Ugostiteljski objekt
Ugostiteljski objekt je uslužni obrt, poslovni i pravni subjekt koji se bavi ugostiteljstvom, najčešće posluživanjem hrane i pića, u za to uređenom i namještenom prostoru (lokalu), za koji je i istoznačnica, radi stjecanja dobiti od pruženih usluga. U ugostiteljske objekte ubrajaju se kafići, kavane, barovi, pivnice, zalogajnice, gostionice, restorani, konobe, taverne, čajane, vinoteke, kušaonice, klijeti, sendvičarnice, a u širem smislu i prodavaonice prehrambenih proizvoda (pekarnice, slastičarnice, mesnice i ine).
Ugostiteljski objekti i njihovi zaposlenici moraju zadovoljavati određene sanitarne (higijenske) uvjete, propisane od nadležnih tijela, čijom provjerom (izvidom, inspekcijom) mogu biti podvrgnuti. Također, mora posjedovati potrebne radne dozvole.
Jedni su od najčešćih poslovnih subjekata u tercijarnim (uslužnim) djelatnostima te u malom i srednjem poduzetništvu. Važni su u poslovnom i prodajnom lancu, posebno u mjesnim i područnim gospodarstvima te turizmu, jer proizvode prehrambene industrije i poljoprivrede (primarnih i sekundarnih djelatnosti) donose do krajnjega kupca tj. potrošača, u maloprodaji.
Često su smješteni uz prometnice, veće otvorene prostore (trgove, tržnice, parkove), u trgovačkim centrima, uz znamenitosti, u turističkim odredištima (plažama, skijalištima, zaštićenim područjima, svetištima), uz igrališta, kulturne i obrazovne ustanove, prodavaonice i drugdje.